# Мультимодальность (гуманитарные науки)
Мультимодальность — термин, используемый в социальных и гуманитарных науках в рамках концепции критического дискурс-анализа и теории мультимедиа.

## Определение
В самом базовом смысле мультимодальность — теория коммуникации и социальной семиотики. Мультимодальность описывает практику коммуникации с точки зрения текстовых, аудиальных, лингвистических, пространственных и визуальных ресурсов, или модусов, которые используются для составления сообщений. Там, где речь идёт о средствах передачи информации (медиа), мультимодальность представляет собой использование нескольких модусов (средств информации) для создания единого культурного артефакта. Коллекция данных модусов или элементов определяет, как мультимодальность влияет на различные риторические ситуации, или возможности повысить восприятие аудиторией идеи или концепции.
Смысл может создаваться любыми средствами (модусами) — от размещения изображений до организации содержимого (контента). В эпоху распространения цифровых технологий это происходит в результате сдвига от изолированного текста как первичного источника информации к более частому использованию образа. Хотя мультимодальность как область исследования не привлекала внимания до XX века, все практики коммуникации, грамотности и создания произведений (текстов, картин, музыки, фильмов и др.) всегда были мультимодальными.
Хотя дискуссия о мультимодальности касается понятий «средства информации» (medium) и модуса (способа передачи, mode), данные термины не являются синонимами.